# Virgen de las Batallas

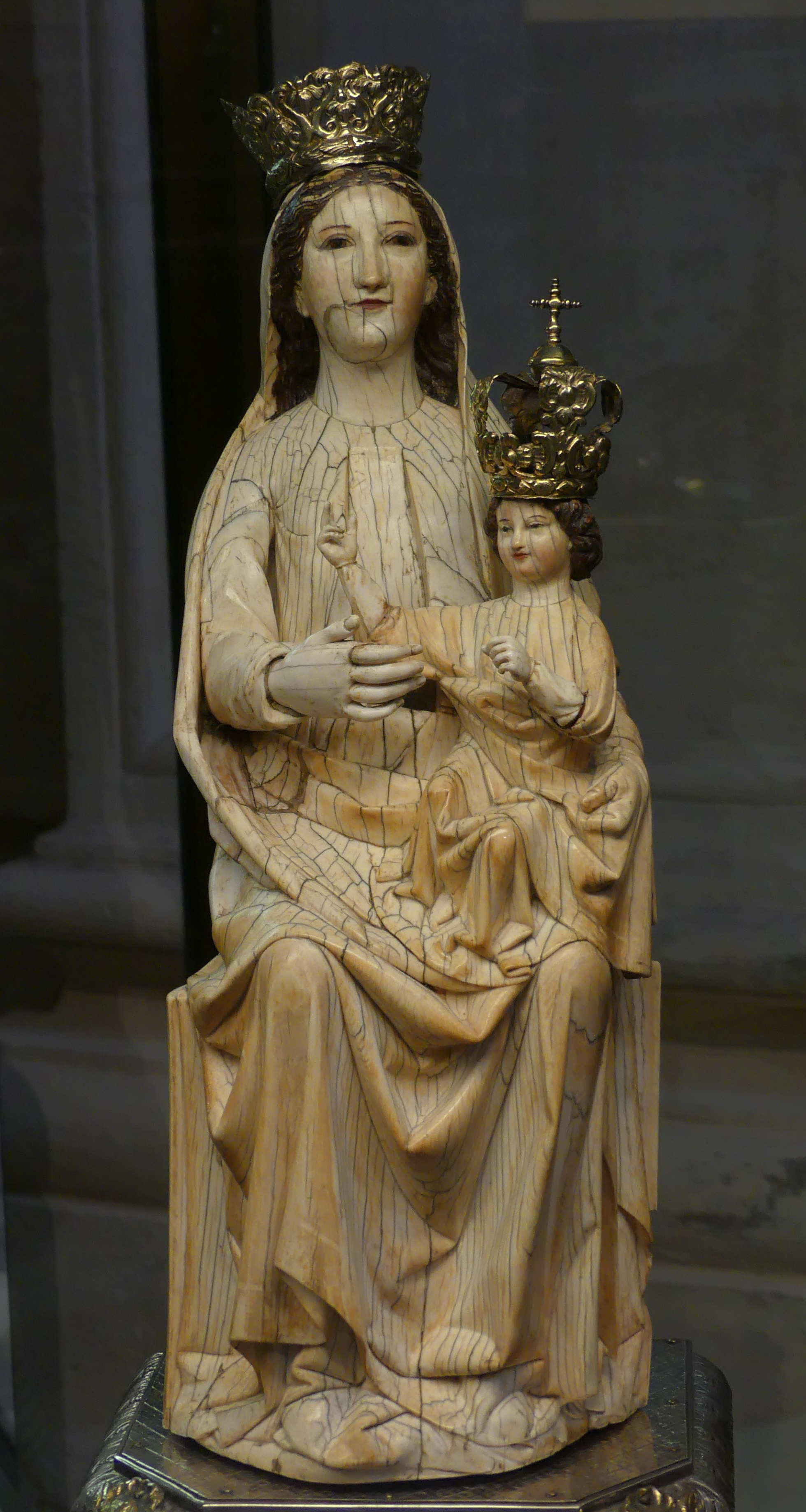
Virgen de las Batallas en la Sacristía Mayor de la Catedral de Sevilla.

La Virgen de las Batallas es una advocación mariana que representa a la virgen sentada en el trono o sede de la Sabiduría con el niño Jesús en sus brazos en actitud de bendecir. Existen seis representaciones de esta virgen, una de ellas en el Museo Metropolitano de Nueva York y las otras cinco en España. Una de las más conocidas de España pertenece al Museo del Prado de Madrid, que la tiene cedida en depósito en el Museo de Burgos.

## Descripción
Una representación de la Virgen, de bronce dorado y con piedras semipreciosas, pertenece al Museo del Prado de Madrid. La del Prado fue realizada en torno a 1225 o 1235 en el famoso taller de esmaltes de Limoges, en Francia; y fue adquirida por el gobierno español en 1997 en una subasta de la casa Sotheby's en Nueva York; su precio lo asumió la constructora Acciona como dación en pago. La leyenda asocia esta virgen al conde medieval Fernán González, que la llevaba en el arnés de su caballo en las batallas para asegurarse la protección pero ello no encaja por cronología, pues la estatuilla es posterior al conde en tres siglos. Actualmente se encuentra depositada en el Museo de Burgos.
Otra virgen de las batallas está realizada en marfil y se expone en la Catedral de Sevilla. Esta perteneció a Fernando III el Santo, y la leyenda dice que le protegía en las batallas que libró contra los moros, pasó a su hijo Alfonso X y este la donó a la Catedral hispalense, exponiéndose hoy en la Sacristía Mayor. Se le ha llamado también Virgen del Arzón, porque según la leyenda el monarca la llevaba en el arzón de la silla montar en sus batallas.